# Првослав Раковић
Првослав Раковић (Ниш, 11. август 1914 — Београд, 3. јул 2003) био је машински инжењер, генерални директор Завода Црвена застава у Крагујевцу и утемељитељ и дугогодишњи директор фабрике аутомобила Застава.

## Биографија
Првослав Раковић рођен је 11. августа 1914. године у Нишу. Дипломирао је на машинском одсеку Техничког факултета у Београду. Постао је члан Комунистичке партије Југославије (КПЈ) 1944. године, када се и прикључио Народноослободилачкој борби (НОБ).
После рата радио је у Југословенским државним железницама (ЈДЖ) и у Министарству саобраћаја ФНРЈ као надзорни инжењер и директор. У периоду од 1948. до 1953. године радио је у војној индустрији у Београду и Вогошћи као технички и генерални директор. Био је члан више одбора у Савезној привредној комори, Привредној банци Србије, Српској академији наука (САНУ) и др. Поред тога Раковић је био члан Општинског и Среског комитета Савеза комуниста Крагујевац. Почетком 1970-их био је председник Интересне заједице произвођача возила, члан одбора Југословенске банке за спољну трговину, Савеза за металну индустрију Савезне привредне коморе, потпредседник југословенско-италијанског друштва и члан више међународних организација за привредну сарадњу.
Био је посланик Привредног већа Савезне скупштине СФРЈ од 1963. до 1967. године.
Средином 1970их година, током обрачуна унутар српског политичког руководства, Раковић нестаје са јавне сцене и из привредног живота државе.
Раковић је од 1953. до 1974. године био на положају генералног директора Завода „Црвена Застава”.
Раковић је преминуо у Београду, 3. јул 2003. године, у 89. години.

## Одликовања
Носилац је више одликовања:
- Ордена рада са црвеном заставом
- Ордена рада са златним венцем

## Заоставштина
Оснивање фабрике аутомобила у Крагујевцу условило је потребу за образованијим кадром, тако да се међу резултате Раковићевог рада може сврстати и оснивање Машинског факултета у Крагујевцу, будући да је он основан како би се школовали инжењери неопходни за фабрику.

Регионална привредна комора Крагујевац додељује награду "Првослав Раковић" за изузетан дугогодишњи лични допринос у развоју и унапређењу привреде.

## Видите још
- Влада Вишњић
- Чедомир Јеленић
- Миодраг Чеперковић
- Чистка либерала у Србији